# Бурая рыба-кабан
Бурая рыба-кабан (лат. Paristiopterus labiosus) — вид лучепёрых рыб из семейства вепревых (Pentacerotidae).
Тело сжато с боков, умеренно высокое, покрыто ктеноидной чешуёй. Голова покрыта панцирем из грубых бороздчатых костей. Зубы на челюстях расположены полосками, отсутствуют на нёбе. Боковая линия выгибается вверх в средней части тела. Грудные плавники длинные с более длинными верхними лучами. Хвостовой плавник с небольшой выемкой. Длина тела до 100 см.
Распространены в восточной части Индийского океана вдоль южного побережья Австралии и на юго-западе Тихого океана возле Новой Зеландии. Обитают на континентальном шельфе на глубине 20—170 м, питаются в основном донными животными. Безвредны для людей и являются объектами коммерческого рыболовства.